# Rauno Aaltonen
Rauno August Aaltonen (Turku, 7 januari 1938) is een Fins voormalig rallyrijder, die zich in de jaren zestig profileerde als een van de eerste Flying Finns in de rallysport, en autosport in het algemeen. Hij was voornamelijk in de jaren zeventig actief in het Wereldkampioenschap rally, maar was daarvoor al succesvol met een Europese titel in 1965.

## Carrière

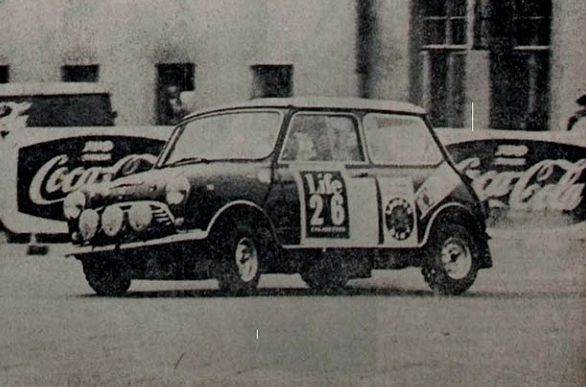
Aaltonen actief met Mini tijdens de Rally van Finland in 1965

Rauno Aaltonen was op voorhand niet actief in de rallysport. Zijn motorsportcarrière begon met Speedboot racen, maar hij stapte later over naar het circuit, op de motorfiets. Daarin was hij de eerste Fin die een Grote Prijs won in de tegenwoordig benaamde MotoGP.
Zijn debuut in de rallysport kwam uiteindelijk in 1956. Hij won zijn eerste nationale rallytitel in Finland in 1961, voornamelijk achter het stuur van een Saab 96. Halverwege de jaren zestig werd hij fabrieksrijder bij de British Motor Corporation (BMC), die actief waren met de Mini Cooper. Het jaar 1965 was succesvol voor Aaltonen, waarin hij met navigator Tony Ambrose kampioen werd in het Europees kampioenschap, en tevens de RAC Rally op naam schreef. Datzelfde jaar won hij ook voor de tweede keer de Finse titel. Twee jaar later, in 1967, volgde ook groot succes in de Rally van Monte Carlo, ditmaal met Henry Liddon aan zijn zijde, waarin hij Mini's laatste overwinning in Monte Carlo wist te schenken.
Sinds het inaugurele seizoen van het Wereldkampioenschap rally was Aaltonen een vaste verschijning in de serie. Later limiteerde hij zich enkel tot gastoptredens voor fabrieksteams in de Safari Rally; een rally waarin hij een dubieus record wist neer te zetten door daar zes keer op een tweede plaats te eindigen (in twee gevallen nog voor dat het een WK-rally was). Tijdens de 1985 editie had hij in zijn Opel Manta B 400 een voorsprong van twee uur uitgebouwd op de concurrentie, totdat hij laat in de wedstrijd met motorproblemen gedwongen terugviel in het eindklassement.
Rauno Aaltonen wordt gezien als een van de pioneers die het remmen met de linkervoet heeft uitgevonden.

## Complete resultaten in het Wereldkampioenschap rally

### Overzicht van deelnames
| Seizoen | Inschrijving                  | Auto                   | 1      | 2     | 3     | 4      | 5      | 6     | 7      | 8      | 9   | 10     | 11  | 12     | 13  | Pos. | Punten |
| ------- | ----------------------------- | ---------------------- | ------ | ----- | ----- | ------ | ------ | ----- | ------ | ------ | --- | ------ | --- | ------ | --- | ---- | ------ |
| 1973    | Datsun                        | Datsun 240Z            | MON 18 | ZWE   | POR   | KEN NF |        |       |        |        |     |        |     |        |     | -    | -      |
| 1973    | Fiat S.p.A.                   | Fiat Abarth 124 Rallye |        |       |       |        | MAR NF | GRI 2 | POL    | FIN    | OOS | ITA    | VST |        |     | -    | -      |
| 1973    | Irmscher Tuning               | Opel Ascona            |        |       |       |        |        |       |        |        |     |        |     | GBR NF | FRA | -    | -      |
| 1974    | Datsun                        | Datsun 1800 SSS        | POR    | KEN 6 | FIN   | ITA    | CAN    | VST   |        |        |     |        |     |        |     | -    | -      |
| 1974    | Fiat S.p.A.                   | Fiat Abarth 124 Rallye |        |       |       |        |        |       | GBR 12 | FRA    |     |        |     |        |     | -    | -      |
| 1975    | Opel Euro Händler Team        | Opel Ascona            | MON    | ZWE   | KEN   | GRI NF | MAR NF | POR 4 | FIN    | ITA NF | FRA |        |     |        |     | -    | -      |
| 1975    | Opel Euro Händler Team        | Opel Kadett GT/E       |        |       |       |        |        |       |        |        |     | GBR NF |     |        |     | -    | -      |
| 1976    | Opel Euro Händler Team        | Opel Kadett GT/E       | MON    | ZWE   | POR   | KEN NF | GRI    | MAR   | FIN    | ITA    | FRA | GBR NF |     |        |     | -    | -      |
| 1977    | Datsun                        | Datsun 160J            | MON    | ZWE   | POR   | KEN 2  | NZL    | GRI   | FIN    | CAN    | ITA | FRA    | GBR |        |     | -    | -      |
| 1978    | Datsun                        | Datsun 160J            | MON    | ZWE   | KEN 3 | POR    | GRI    | FIN   | CAN    | ITA    | IVK | FRA    | GBR |        |     | -    | -      |
| 1979    | D.T. Dobie & Co / Team Datsun | Datsun 160J            | MON    | ZWE   | POR   | KEN 5  | GRI    | NZL   | FIN    | ITA    | CAN | FRA    | GBR | IVK    |     | 29   | 8      |
| 1980    | D.T. Dobie & Co / Team Datsun | Datsun 160J            | MON    | ZWE   | POR   | KEN 2  | GRI    | ARG   | FIN    | NZL    | ITA | FRA    | GBR | IVK    |     | 18   | 15     |
| 1981    | Team Datsun Europe            | Datsun Violet GT       | MON 13 | ZWE   | POR   |        |        |       |        |        |     |        |     |        |     | 19   | 15     |
| 1981    | D.T. Dobie & Co / Team Datsun | Datsun Violet GT       |        |       |       | KEN 2  | FRA    | GRI   | ARG    | BRA    | FIN | ITA    | IVK | GBR    |     | 19   | 15     |
| 1982    | Rothmans Opel Rally Team      | Opel Ascona 400        | MON    | ZWE   | POR   | KEN NF | FRA    | GRI   | NZL    | BRA    | FIN | ITA    | IVK | GBR    |     | -    | 0      |
| 1983    | Rothmans Opel Rally Team      | Opel Ascona 400        | MON    | ZWE   | POR   | KEN NF | FRA    | GRI   | NZL    | ARG    | FIN | ITA    | IVK | GBR    |     | -    | 0      |
| 1984    | Opel Euro Team                | Opel Manta 400         | MON    | ZWE   | POR   | KEN 2  | FRA    | GRI   | NZL    | ARG    | FIN | ITA    | IVK | GBR    |     | 15   | 15     |
| 1985    | Opel Euro Team                | Opel Manta 400         | MON    | ZWE   | POR   | KEN 4  | FRA    | GRI   | NZL    | ARG    | FIN | ITA    | IVK | GBR    |     | 23   | 10     |
| 1987    | GM Euro Sport                 | Opel Kadett GSI        | MON    | ZWE   | POR   | KEN 9  | FRA    | GRI   | VST    | NZL    | ARG | FIN    | IVK | ITA    | GBR | 61   | 2      |

#### Noot
- Het Wereldkampioenschap rally concept van 1973 tot en met 1976, hield in dat er enkel een kampioenschap open stond voor constructeurs.
- In de seizoenen 1977 en 1978 werd de FIA Cup for Drivers georganiseerd. Hierin meegerekend alle WK-evenementen, plus 10 evenementen buiten het WK om.

## (Overige) internationale overwinningen
| Jaar | Rally                               | Navigator     | Auto              |
| ---- | ----------------------------------- | ------------- | ----------------- |
| 1965 | 22nd RAC Rally                      | Tony Ambrose  | BMC Mini Cooper S |
| 1966 | 18th Tulip Rally                    | Henry Liddon  | BMC Mini Cooper S |
| 1967 | 36ème Rallye Automobile Monte-Carlo | Henry Liddon  | BMC Mini Cooper S |
| 1977 | 12th Southern Cross Rally           | Jeff Beaumont | Datsun 710        |